# Article directory
Gli article directory sono siti web dove gli utenti possono pubblicare, in distribuzione libera, articoli originali, suddivisi in categorie o sottocategorie tematiche, al fine di attirare potenziali interessati. 
Queste directory permettono collegamenti esterni ad altri siti. I webmaster pubblicano principalmente questi articoli per aumentare i collegamenti incrociati e migliorare così il posizionamento nei motori di ricerca, questo lo fanno però a loro discapito, infatti prendendo Google come un esempio dei motori di ricerca, esso afferma 
 che links posizionati in directory di articoli per fare pubblicizzazione possono degradare la qualità delle informazioni e sono quindi molto dannosi per il posizionamento.